# Колмів
Ко́лмів — село в Україні, у Берестечківській громаді Луцького району Волинської області. Населення становить 263 особи.

## Географія
Село розташоване на правому березі річки Липи.

## Історія
У 1906 році село Берестецької волості Володимир-Волинського повіту Волинської губернії. Відстань від повітового міста 67 верст, від волості 12. Дворів 29, мешканців 229.
12 червня 2020 року, відповідно до розпорядження Кабінету Міністрів України № 708-р «Про визначення адміністративних центрів та затвердження територій територіальних громад Волинської області», село увійшло у склад Берестечківської міської громади.
19 липня 2020 року, в результаті адміністративно-територіальної реформи та ліквідації Горохівського району, село увійшло до складу новоутвореного Луцького району.

## Населення
Згідно з переписом УРСР 1989 року чисельність наявного населення села становила 259 осіб, з яких 120 чоловіків та 139 жінок.
За переписом населення України 2001 року в селі мешкало 259 осіб. 100 % населення вказало своєю рідною мовою українську мову.